# Saint-Sébastien-sur-Loire
Saint-Sébastien-sur-Loire è un comune francese di 25 539 abitanti situato nel dipartimento della Loira Atlantica nella regione dei Paesi della Loira.

## Società

### Evoluzione demografica
Abitanti censiti

## Amministrazione

### Gemellaggi
- Glinde
- Porthcawl
- Kaposvár
- Kati
- Cernavodă